# AEGON Classic 2012 - Qualificazioni singolare
Le qualificazioni del singolare  dell'AEGON Classic 2012 sono state un torneo di tennis preliminare per accedere alla fase finale della manifestazione. I vincitori dell'ultimo turno sono entrati di diritto nel tabellone principale. In caso di ritiro di uno o più giocatori aventi diritto a questi sono subentrati i lucky loser, ossia i giocatori che hanno perso nell'ultimo turno ma che avevano una classifica più alta rispetto agli altri partecipanti che avevano comunque perso nel turno finale.

## Teste di serie
Zheng e Dushevina dovevano essere inserite direttamente nel main draw, tuttavia, si sono iscritte in ritardo. Zheng doveva essere la testa di serie n°7.
1. Zheng Jie (qualificata)
2. Vera Duševina (qualificata)
3. Sesil Karatančeva (ultimo turno, Lucky Loser)
4. Alla Kudrjavceva (ultimo turno, Lucky Loser)
5. Kurumi Nara (ultimo turno)
6. Alison Riske (qualificata)
7. Michelle Larcher de Brito (qualificata)
8. Bibiane Schoofs (primo turno)

1. Chan Yung-jan (ultimo turno)
2. Noppawan Lertcheewakarn (qualificata)
3. Zhang Shuai (ultimo turno)
4. Sandra Zaniewska (ultimo turno)
5. Victoria Larrière (primo turno)
6. Grace Min (qualificata)
7. Naomi Broady (ultimo turno)
8. Gail Brodsky (ultimo turno)

### Qualificate
1. Zheng Jie
2. Vera Duševina
3. Noppawan Lertcheewakarn
4. Abigail Spears

1. Grace Min
2. Alison Riske
3. Michelle Larcher de Brito
4. Melanie Oudin

## Tabellone qualificazioni

### Sezione 1
|  | Primo turno | Primo turno       | Primo turno | Primo turno | Primo turno |  |  | Ultimo turno | Ultimo turno     | Ultimo turno     | Ultimo turno | Ultimo turno |  |
|  |             |                   |             |             |             |  |  |              |                  |                  |              |              |  |
|  | 1           | Zheng Jie         | 3           | 6           | 6           |  |  |              |                  |                  |              |              |  |
|  |             | Natalie Grandin   | 6           | 1           | 2           |  |  | 1            | Zheng Jie        | Zheng Jie        | 6            | 6            |  |
|  |             | Raquel Kops-Jones | 1           | 6           | 1           |  |  | 12           | Sandra Zaniewska | Sandra Zaniewska | 3            | 3            |  |
|  | 12          | Sandra Zaniewska  | 6           | 4           | 6           |  |  |              |                  |                  |              |              |  |

### Sezione 2
|  | Primo turno | Primo turno         | Primo turno   | Primo turno | Primo turno |  |  | Ultimo turno | Ultimo turno  | Ultimo turno | Ultimo turno | Ultimo turno |  |
|  |             |                     |               |             |             |  |  |              |               |              |              |              |  |
|  | 2           | Vera Duševina       | Vera Duševina | 6           | 6           |  |  |              |               |              |              |              |  |
|  | WC          | Emma Devine         | Emma Devine   | 0           | 1           |  |  | 2            | Vera Duševina | 7            | 6(1)         | 6            |  |
|  | WC          | Karolina Wlodarczak | 0             | 6           | 0r          |  |  | 15           | Naomi Broady  | 5            | 7            | 1            |  |
|  | 15          | Naomi Broady        | 6             | 3           | 2           |  |  |              |               |              |              |              |  |

### Sezione 3
|  | Primo turno | Primo turno             | Primo turno          | Primo turno | Primo turno |  |  | Ultimo turno | Ultimo turno            | Ultimo turno            | Ultimo turno | Ultimo turno |  |
|  |             |                         |                      |             |             |  |  |              |                         |                         |              |              |  |
|  | 3           | Sesil Karatančeva       | Sesil Karatančeva    | 6           | 6           |  |  |              |                         |                         |              |              |  |
|  | WC          | Francesca Stephenson    | Francesca Stephenson | 1           | 1           |  |  | 3            | Sesil Karatančeva       | Sesil Karatančeva       | 611          | 4            |  |
|  | WC          | Lindsay Lee-Waters      | 6                    | 63          | 2           |  |  | 10           | Noppawan Lertcheewakarn | Noppawan Lertcheewakarn | 7            | 6            |  |
|  | 10          | Noppawan Lertcheewakarn | 3                    | 7           | 6           |  |  |              |                         |                         |              |              |  |

### Sezione 4
|  | Primo turno | Primo turno       | Primo turno       | Primo turno | Primo turno |  |  | Ultimo turno | Ultimo turno     | Ultimo turno | Ultimo turno | Ultimo turno |  |
|  |             |                   |                   |             |             |  |  |              |                  |              |              |              |  |
|  | 4           | Alla Kudrjavceva  | Alla Kudrjavceva  | 6           | 6           |  |  |              |                  |              |              |              |  |
|  | WC          | Jessica Ren       | Jessica Ren       | 2           | 4           |  |  | 4            | Alla Kudrjavceva | 6            | 1            | 4            |  |
|  |             | Abigail Spears    | Abigail Spears    | 6           | 6           |  |  |              | Abigail Spears   | 4            | 6            | 6            |  |
|  | 13          | Victoria Larrière | Victoria Larrière | 0           | 3           |  |  |              |                  |              |              |              |  |

### Sezione 5
|  | Primo turno | Primo turno       | Primo turno       | Primo turno | Primo turno |  |  | Ultimo turno | Ultimo turno | Ultimo turno | Ultimo turno | Ultimo turno |  |
|  |             |                   |                   |             |             |  |  |              |              |              |              |              |  |
|  | 5           | Kurumi Nara       | Kurumi Nara       | 6           | 6           |  |  |              |              |              |              |              |  |
|  | WC          | Daneika Borthwick | Daneika Borthwick | 2           | 2           |  |  | 5            | Kurumi Nara  | Kurumi Nara  | 3            | 3            |  |
|  |             | Alicja Rosolska   | Alicja Rosolska   | 1           | 3           |  |  | 14           | Grace Min    | Grace Min    | 6            | 6            |  |
|  | 14          | Grace Min         | Grace Min         | 6           | 6           |  |  |              |              |              |              |              |  |

### Sezione 6
|  | Primo turno | Primo turno        | Primo turno        | Primo turno | Primo turno |  |  | Ultimo turno | Ultimo turno | Ultimo turno | Ultimo turno | Ultimo turno |  |
|  |             |                    |                    |             |             |  |  |              |              |              |              |              |  |
|  | 6           | Alison Riske       | Alison Riske       | 6           | 6           |  |  |              |              |              |              |              |  |
|  |             | Vladimíra Uhlířová | Vladimíra Uhlířová | 2           | 0           |  |  | 6            | Alison Riske | Alison Riske | 6            | 6            |  |
|  |             | Daniella Jeflea    | Daniella Jeflea    | 4           | 2           |  |  | 11           | Zhang Shuai  | Zhang Shuai  | 4            | 2            |  |
|  | 11          | Zhang Shuai        | Zhang Shuai        | 6           | 6           |  |  |              |              |              |              |              |  |

### Sezione 7
|  | Primo turno | Primo turno               | Primo turno               | Primo turno | Primo turno |  |  | Ultimo turno | Ultimo turno              | Ultimo turno              | Ultimo turno | Ultimo turno |  |
|  |             |                           |                           |             |             |  |  |              |                           |                           |              |              |  |
|  | 7           | Michelle Larcher de Brito | Michelle Larcher de Brito | 6           | 6           |  |  |              |                           |                           |              |              |  |
|  | WC          | Līga Dekmeijere           | Līga Dekmeijere           | 3           | 2           |  |  | 7            | Michelle Larcher de Brito | Michelle Larcher de Brito | 6            | 6            |  |
|  |             | Emily Webley-Smith        | 6                         | 3           | 64          |  |  | 9            | Chan Yung-jan             | Chan Yung-jan             | 2            | 2            |  |
|  | 9           | Chan Yung-jan             | 4                         | 6           | 7           |  |  |              |                           |                           |              |              |  |

### Sezione 8
|  | Primo turno | Primo turno      | Primo turno      | Primo turno | Primo turno |  |  | Ultimo turno | Ultimo turno  | Ultimo turno  | Ultimo turno | Ultimo turno |  |
|  |             |                  |                  |             |             |  |  |              |               |               |              |              |  |
|  | 8           | Bibiane Schoofs  | Bibiane Schoofs  | 4           | 68          |  |  |              |               |               |              |              |  |
|  |             | Melanie Oudin    | Melanie Oudin    | 6           | 7           |  |  |              | Melanie Oudin | Melanie Oudin | 6            | 6            |  |
|  | WC          | Sabrina Bamburac | Sabrina Bamburac | 0           | 4           |  |  | 16           | Gail Brodsky  | Gail Brodsky  | 4            | 0            |  |
|  | 16          | Gail Brodsky     | Gail Brodsky     | 6           | 6           |  |  |              |               |               |              |              |  |